# Bardel Entertainment
Bardel Entertainment è uno studio di animazione canadese fondato a Vancouver nel 1987. Il nome dello studio deriva dai suoi fondatori, Barry Ward e Delna Bhesania. Il 5 ottobre 2015, Bardel è stata acquistata dalla società italiana Rainbow S.p.A., di Iginio Straffi.
Bardel è coinvolta nell'acquisizione, sviluppo, produzione e distribuzione di film e serie televisive animate. Lo studio è noto soprattutto per aver animato Rick and Morty e Teen Titans Go!.

## Produzioni

### Televisione
- I mille colori dell'allegria
- The Ren & Stimpy Show
- Britannica's Tales Around the World
- Le avventure di Fievel
- La Pantera Rosa
- Fish Police
- Harvey Birdman, Attorney at Law
- Brividi e polvere con Pelleossa
- Dog City
- Junior combinaguai
- Allacciate le cinture! Viaggiando si impara
- Phantom 2040
- Magic Adventures of Mumfie
- Aaahh!!! Real Monsters
- Savage Dragon
- Vicini terribili
- Flash Gordon (1996)
- Quasimodo
- The Oz Kids
- Bruno the Kid
- Jumanji
- Project G.e.e.K.e.R.
- Il topo e il mostro
- ¡Mucha Lucha!
- The Mr. Dink Show
- Doodle Toons
- Silverwing
- El Tigre
- Maggie
- Viva Piñata
- Wow! Wow! Wubbzy!
- Where My Dogs At?
- Chaotic
- Edgar & Ellen
- Zeke's Pad
- Pearlie
- Neighbors from Hell
- Fanboy & Chum Chum
- Bob's Burgers
- Teenage Mutant Ninja Turtles - Tartarughe Ninja
- Mostri contro Alieni
- Teen Titans Go!
- Mother Up!
- Rick and Morty
- Lah-Lah's Adventures
- VeggieTales in the House
- Tutti pazzi per Re Julien
- Le avventure del gatto con gli stivali
- I Simpson (gag del divano nell'episodio 26x22 "Passo da mat-atleta")
- Jake e i pirati dell'Isola che non c'è
- Dinotrux
- DC Super Hero Girls
- Mack & Moxy
- HarmonQuest
- VeggieTales in the City
- Angry Birds Blues
- 44 Gatti
- Il principe dei draghi
- Kung Fu Panda - Le zampe del destino
- Rainbow Butterfly Unicorn Kitty
- Dragons - Squadra di salvataggio
- Solar Opposites
- Gen:Lock
- Carol e la fine del mondo
- Magic: l'Adunanza
- Moon Lake
- Grounded

### Film
| Titolo                                           | Anno | Coproduzione                              | Note                        |
| ------------------------------------------------ | ---- | ----------------------------------------- | --------------------------- |
| Rover e Daisy                                    | 1991 | Lacewood Productions                      | animazione                  |
| Adventures in Dinosaur City                      | 1991 | Smart Egg Pictures                        | inchiostrazione e pittura   |
| Bébé's Kids                                      | 1992 | Hyperion Pictures                         | animazione                  |
| Fiumino il Pilotino                              | 1992 | Strand Home video                         | pre-produzione e servizi    |
| C'era una volta nella foresta                    | 1993 | Hanna-Barbera                             | animazione                  |
| Balto                                            | 1995 | Amblimation                               | animazione, non accreditato |
| Space Jam                                        | 1996 | Warner Bros. Animation                    | animazione                  |
| Anastasia                                        | 1997 | Fox Animation Studios                     | animazione                  |
| Il principe d'Egitto                             | 1998 | Dreamworks Animation                      | animazione                  |
| Giuseppe - Il re dei sogni                       | 2000 | Dreamworks Animation                      | animazione                  |
| Titan A.E.                                       | 2000 | Fox Animation Studios                     | animazione, non accreditato |
| Marco Polo: Return to Xanadu                     | 2001 | The Tooniversal Compan                    | animazione                  |
| Otto notti di follie                             | 2002 | Columbia Pictures                         | animazione                  |
| Dragons: Fire and Ice                            | 2004 | Mega Bloks                                | animazione                  |
| ¡Mucha Lucha!: Il ritorno di El Maléfico         | 2005 | Warner Bros. Animation                    | animazione                  |
| Dragons II: The Metal Ages                       | 2005 | Mega Bloks                                | animazione                  |
| Cenerentola e gli 007 nani                       | 2006 | Vanguard Animation                        | animazione                  |
| Wubbzy's Big Movie!                              | 2008 | Starz Media                               | animazione                  |
| Il profeta                                       | 2014 | Participant Media                         | computer grafica            |
| Diario di una schiappa                           | 2021 | Walt Disney Pictures                      | animazione                  |
| Diario di una schiappa - La legge dei più grandi | 2022 | Walt Disney Pictures                      | animazione                  |
| L'era glaciale - Le avventure di Buck            | 2022 | Walt Disney Pictures 20th Century Studios | animazione                  |
| Diario di una schiappa - Si salvi chi può!       | 2023 | Walt Disney Pictures                      | animazione                  |